# Стрэттон: Первое задание
«Стрэттон: Первое задание» (англ. Stratton: First into Action) — британский кинобоевик режиссёра Саймона Уэста 2017 года по роману Данкана Фальконера.

## Сюжет
Некогда в Особой лодочной службе, спецподразделении британских ВМС, служил солдат по имени Данкан Фальконер, который после долгих лет службы ушёл на покой и решил написать мемуары. Мужчина до сих пор помнил своего коллегу Джона Стрэттона, который был тайным правительственным агентом. Стрэттона часто посылали в различные места на планете, в которых он выполнял секретные задания, убирал «нужных» людей, раскрывал тайны международных группировок и был ценнейшим сотрудником разведки. Данкан восхищается подвигами своего коллеги, поэтому и решает посвятить ему свой роман.

## В ролях
| Актёр              | Роль               |
| ------------------ | ------------------ |
| Доминик Купер      | Джон Стрэттон      |
| Том Фелтон         | Каммингс           |
| Остин Стоуэлл      | Хэнк               |
| Конни Нильсен      | Самнер             |
| Тайлер Хеклин      | Марти              |
| Олег Федоров       | Сергей Орлов       |
| Джемма Чан         | Эгги               |
| Дерек Джекоби      | Росс               |
| Томас Кречман      | Григорий Баровский |
| Игал Наор          | Тарик Алави        |
| Юрий Колокольников | Бородин            |

## Съёмочная группа
- Режиссёр — Саймон Уэст
- Продюсеры — Гай Коллинз, Мэттью Дженкинс, Джулиан Фридман (исполнительный продюсер), Фред Хедман (исполнительный продюсер)
- Сценаристы — Данкан Фальконер (автор романа), Уоррен Дэвис
- Оператор — Феликс Видерманн
- Композитор — Натэниел Мекали
- Художники — Джонатан Ли (постановщик), Ливия Боргоньони, Бен Коллинз, Ник Пэллас, Эндрю Ротшилд, Стефани Колли (по костюмам)
- Монтажёр — Эндрю МакРитчи

## Отзывы
Фильм получил крайне негативные отзывы. На сайте Rotten Tomatoes получил рейтинг 0%.